# Landgoed De Horsten

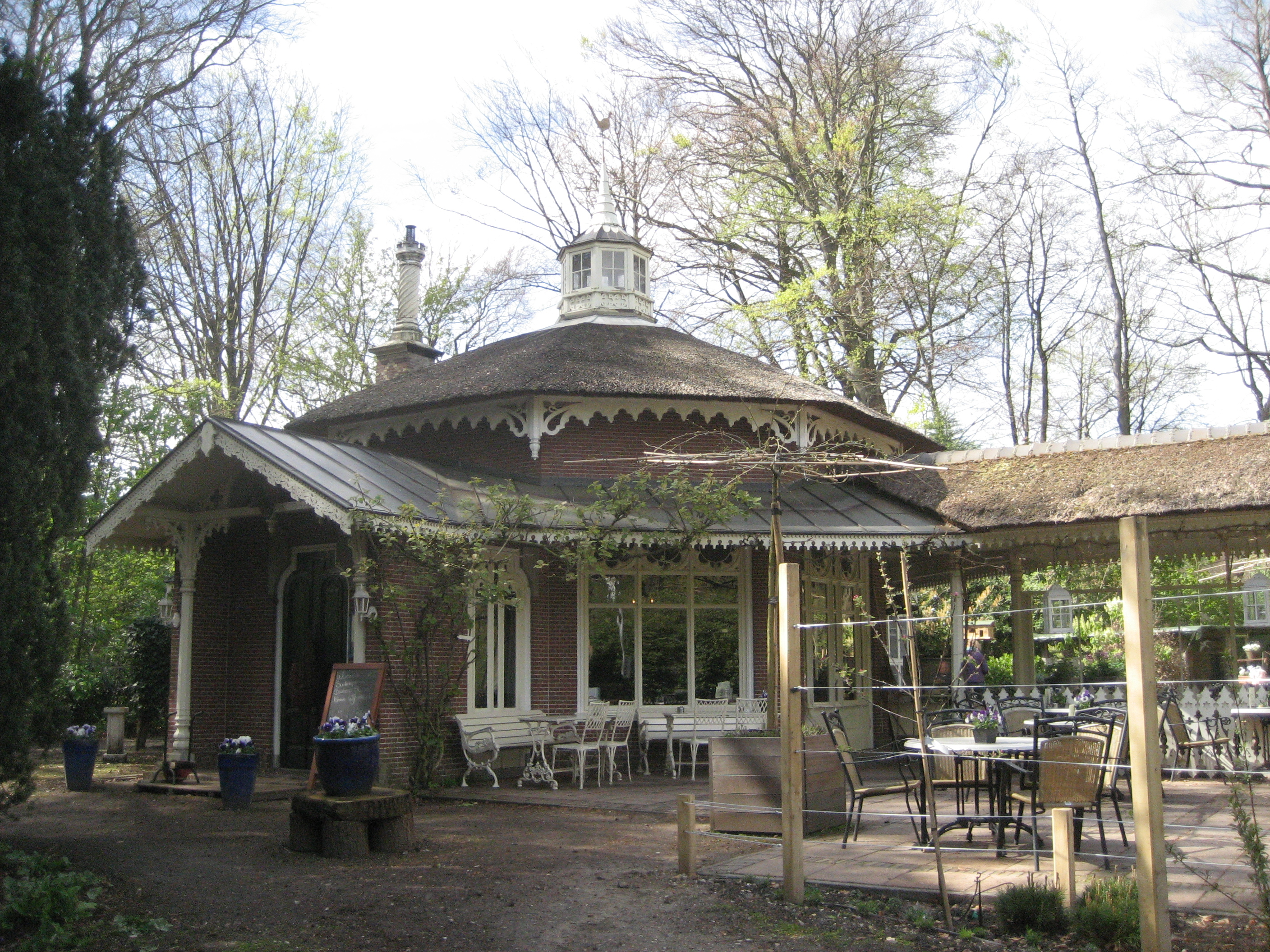
Het theehuis (2014)

Koninklijke Landgoederen De Horsten is een landgoed in Voorschoten en Wassenaar.

## Koninklijk bezit

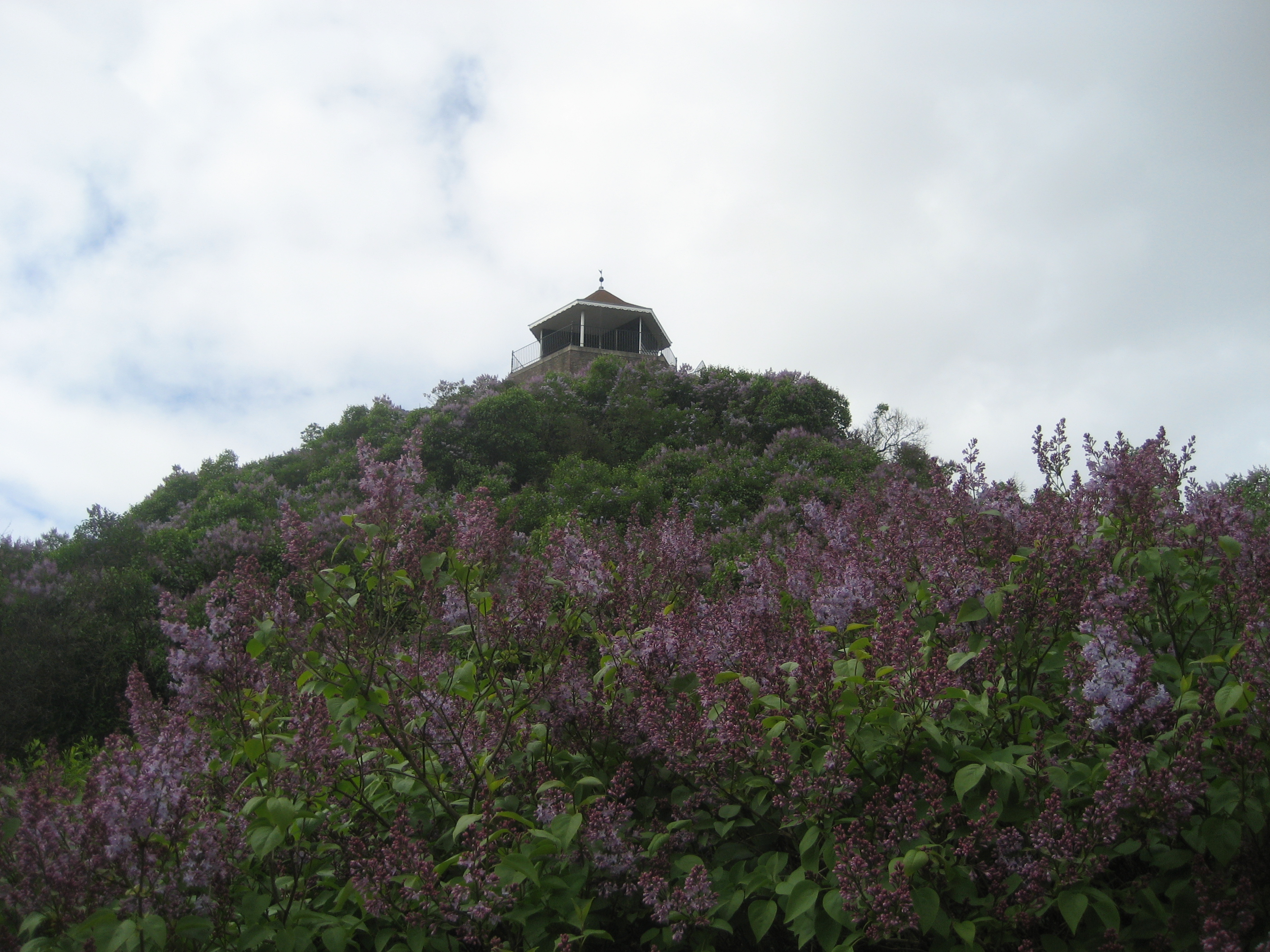
Seringenberg

Het landgoed is ontstaan uit drie aankopen van prins Frederik (1797-1881), te weten Raephorst, Eikenhorst en Ter Horst. Het goederencomplex waar De Horsten deel van uitmaakte was toentertijd onderdeel van een (nog) groter geheel, want de prins had nog meer aankopen gedaan, inclusief landgoed De Paauw en Groot Haesebroek aan de overzijde van de rijksstraatweg, waar hij ging wonen. Het geheel werd omringd met hoekpalen met de tekst "Eigen jagt van Z.K.H. prins Frederik".
Na de dood van prins Frederik werd dat goederencomplex met De Horsten geërfd door diens dochter prinses Marie. Na de geboorte van prinses Juliana, troonopvolgster in de eerste lijn, was er voor prinses Marie minder reden de goederen van haar vader in Nederland aan te houden. Door aankoop in 1903 werd De Horsten eigendom van koningin Wilhelmina en vervolgens ging het over op haar enig kind koningin Juliana, die het bij haar overlijden naliet aan haar oudste kind koningin Beatrix. In november 2017 schonk zij het aan haar eigen oudste kind, koning Willem-Alexander. Hierbij moet gezegd worden dat twee van zijn neven, de prinsen Floris en Pieter-Christiaan, het eeuwigdurend recht van erfpacht en opstal hebben gekregen van de boerderijen Raaphorst en Horstlaan 14.

## Tuin- en landschapsarchitectuur

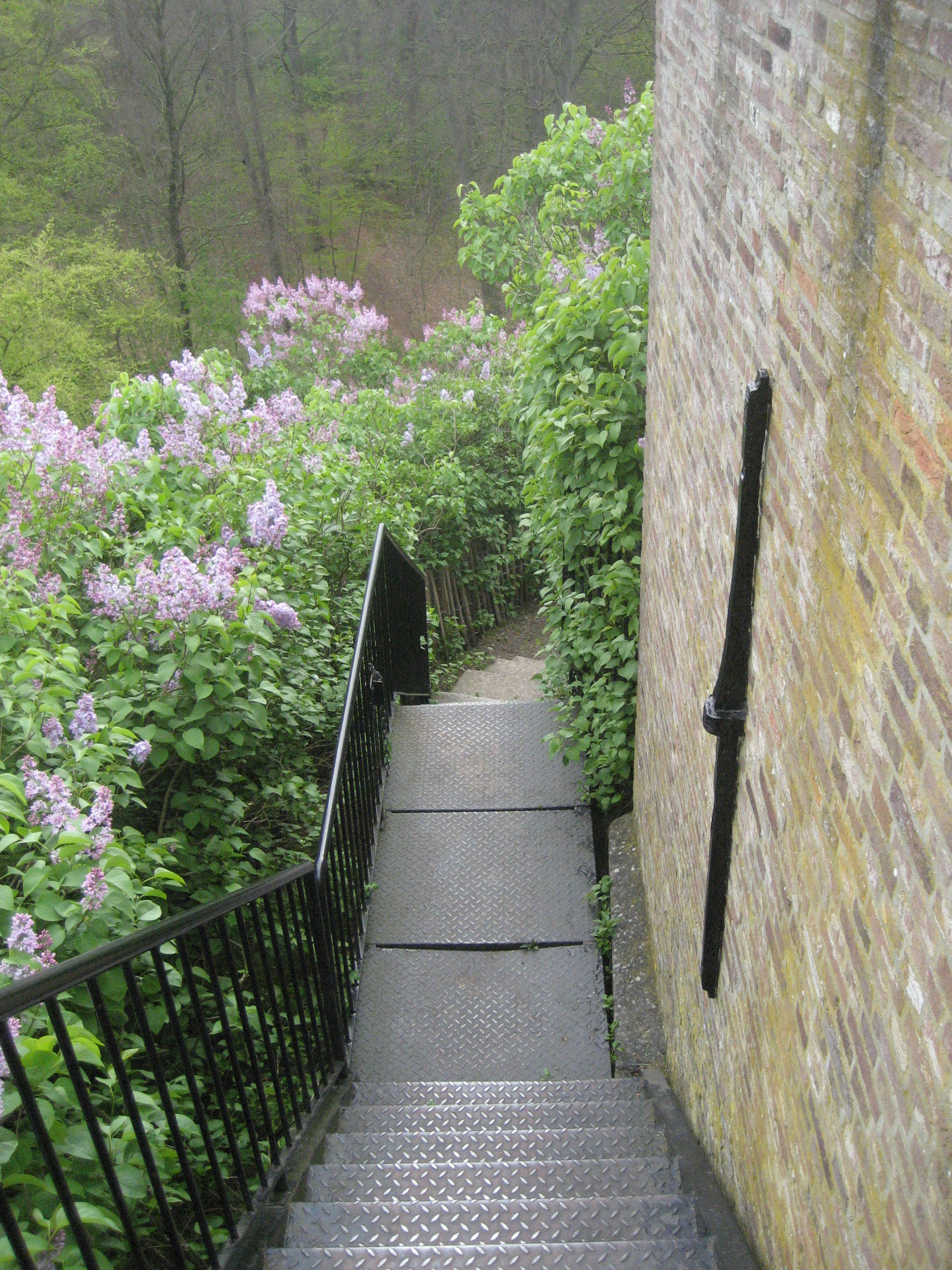
Trap naar uitzicht vanaf de seringenberg

In 1791-1792 was de Seringenberg aangelegd en beplant met paarse seringen. De hoogte is ruim twintig meter. Een spiraalvormig pad leidt naar het overdekte uitzichtpunt boven op de berg. Omstreeks 1840 kreeg tuinarchitect Jan David Zocher van prins Frederik opdracht om in de Raephorst een park in Engelse landschapsstijl aan te leggen. Omstreeks 1865 kreeg de Duitse landschapsarchitect Eduard Petzold opdracht om de samenhang tussen de verschillende landgoederen te versterken met wegen en zichtassen. Zo kwam er een weg die de landgoederen onderling verbond, de Umfassungsweg, en onder meer een zichtas van het huidige raadhuis de Paauw naar de Raephorst.

## Bebouwing

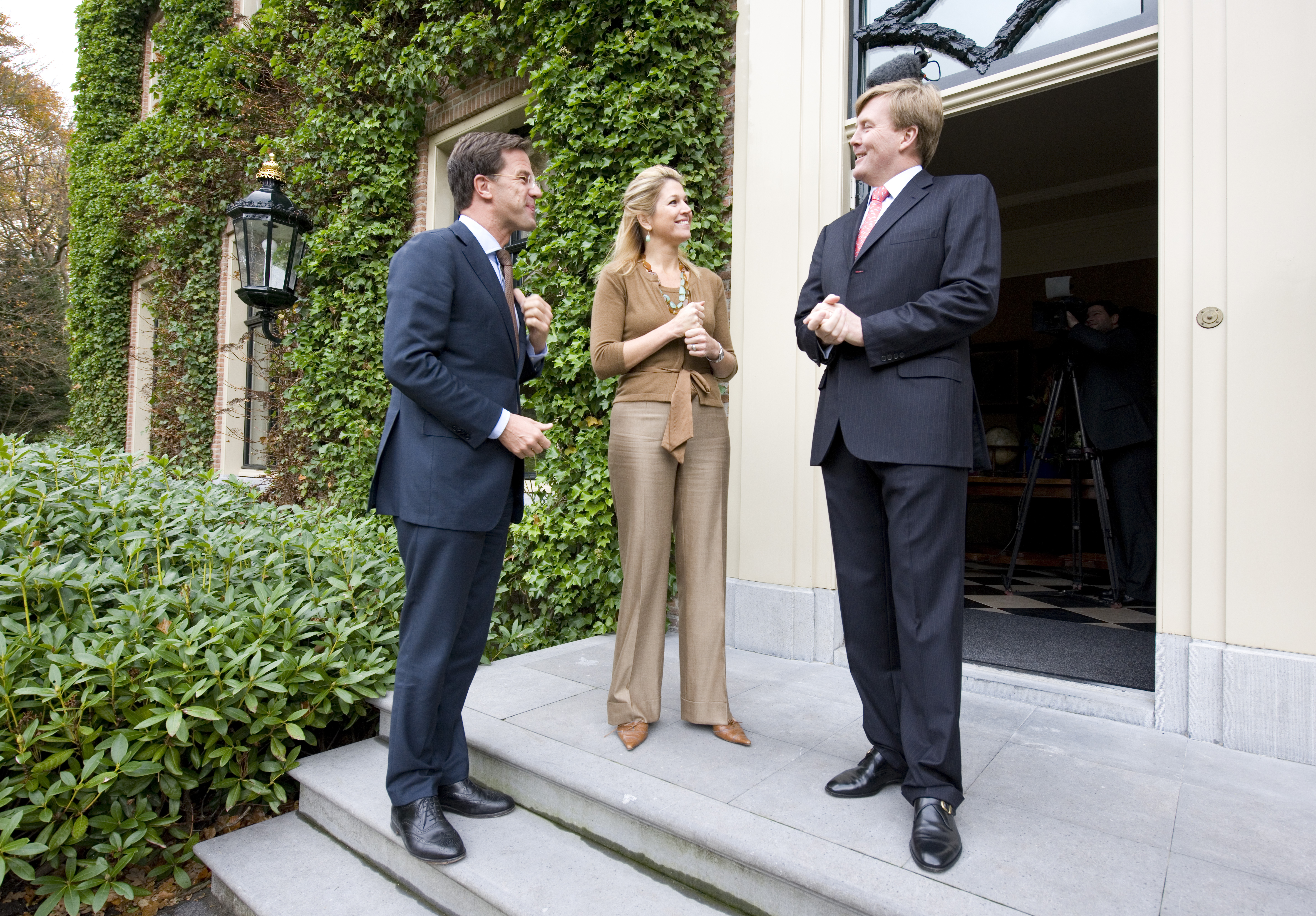
Premier Rutte, koningin Maxima en koning Willem-Alexander bij de ingang van Villa Eikenhorst in 2010

Van de oorspronkelijke bebouwingen zijn het rentmeestershuis en een klein jachtslot overgebleven. Het oorspronkelijke kasteel De Raephorst en kasteel Ter Horst zijn verdwenen. Op het landgoed is een nieuw landhuis (Villa Eikenhorst) gebouwd in opdracht van prinses Christina; na haar scheiding van Jorge Guillermo stond dit huis leeg tot 2003. Voorafgaand aan de verhuizing lieten prins Willem-Alexander en prinses Máxima het pand ingrijpend verbouwen, en werden nieuwe beveiligingsvoorzieningen aangelegd.
De koninklijke familie heeft plannen om twee van de drie boerderijen te slopen en zo ruimte te creëren voor nieuwbouw met de bedoeling daar familieleden te laten wonen en tevens huurinkomsten te genereren. Van een drietal boerderijen op het landgoed werd rond 2010 bekeken of ze in aanmerking kwamen voor de status van gemeentelijk monument. Tot tweemaal toe kwam daar een negatieve uitkomst uit, ondanks aandringen van het Cuypersgenootschap. Het Cuypersgenootschap heeft zich lang tegen de sloop verzet, maar gaf dat verzet in januari 2012 op.

## Recreatie
Een groot deel van het landgoed is opengesteld voor publiek. Er is onder andere een theehuis gevestigd. Er zijn diverse wandelroutes uitgezet. Een van deze wandelroutes is de Europese wandelroute E11. Ter plaatse komt de route vanuit Wassenaar en loopt deze door naar Voorschoten. Om de privacy van bewoners te beschermen wilde de gemeente Wassenaar een zone instellen waar geen foto's gemaakt mogen worden. Diverse journalisten vochten dit met succes aan bij de rechter.

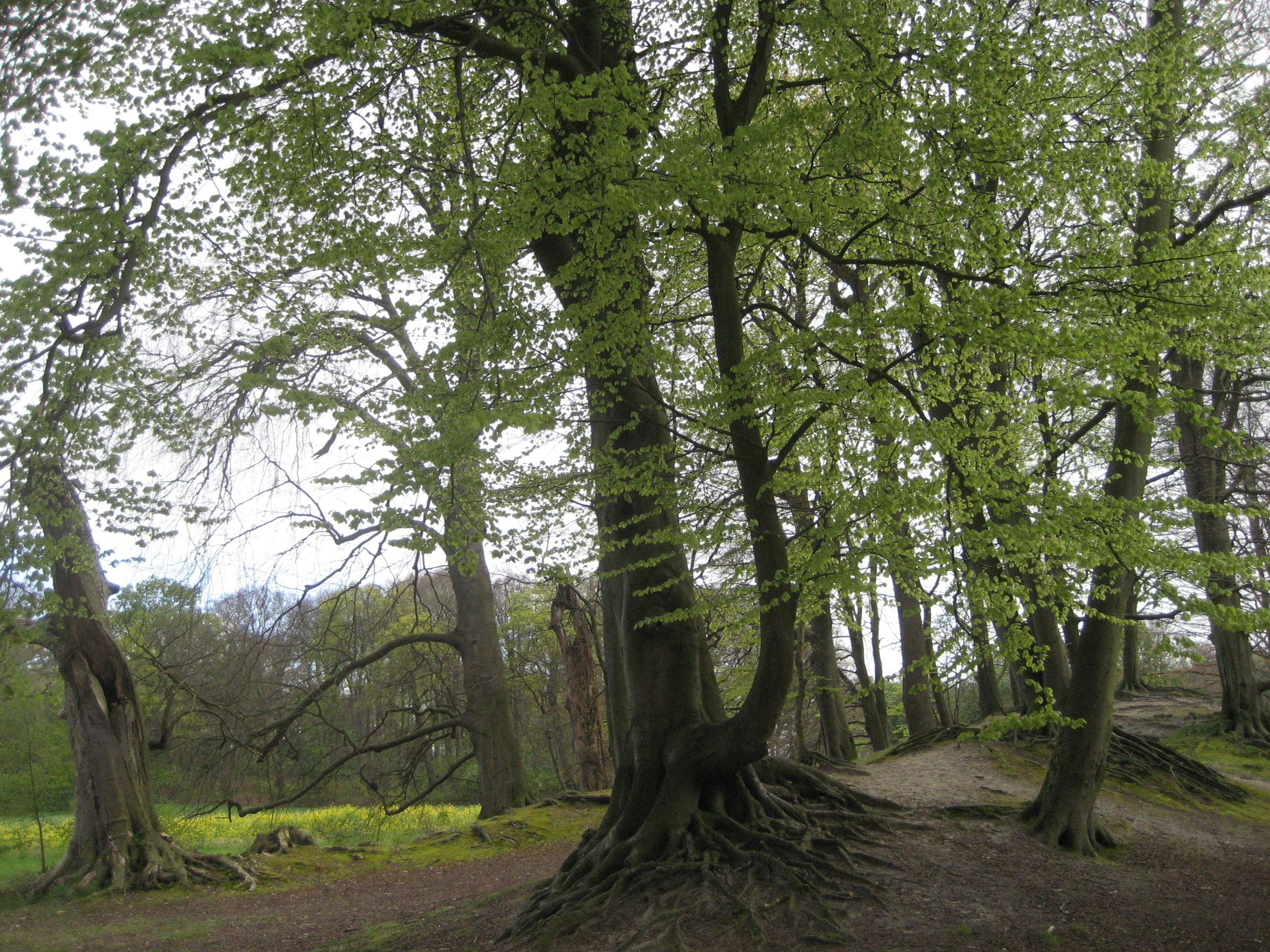
Landgoed
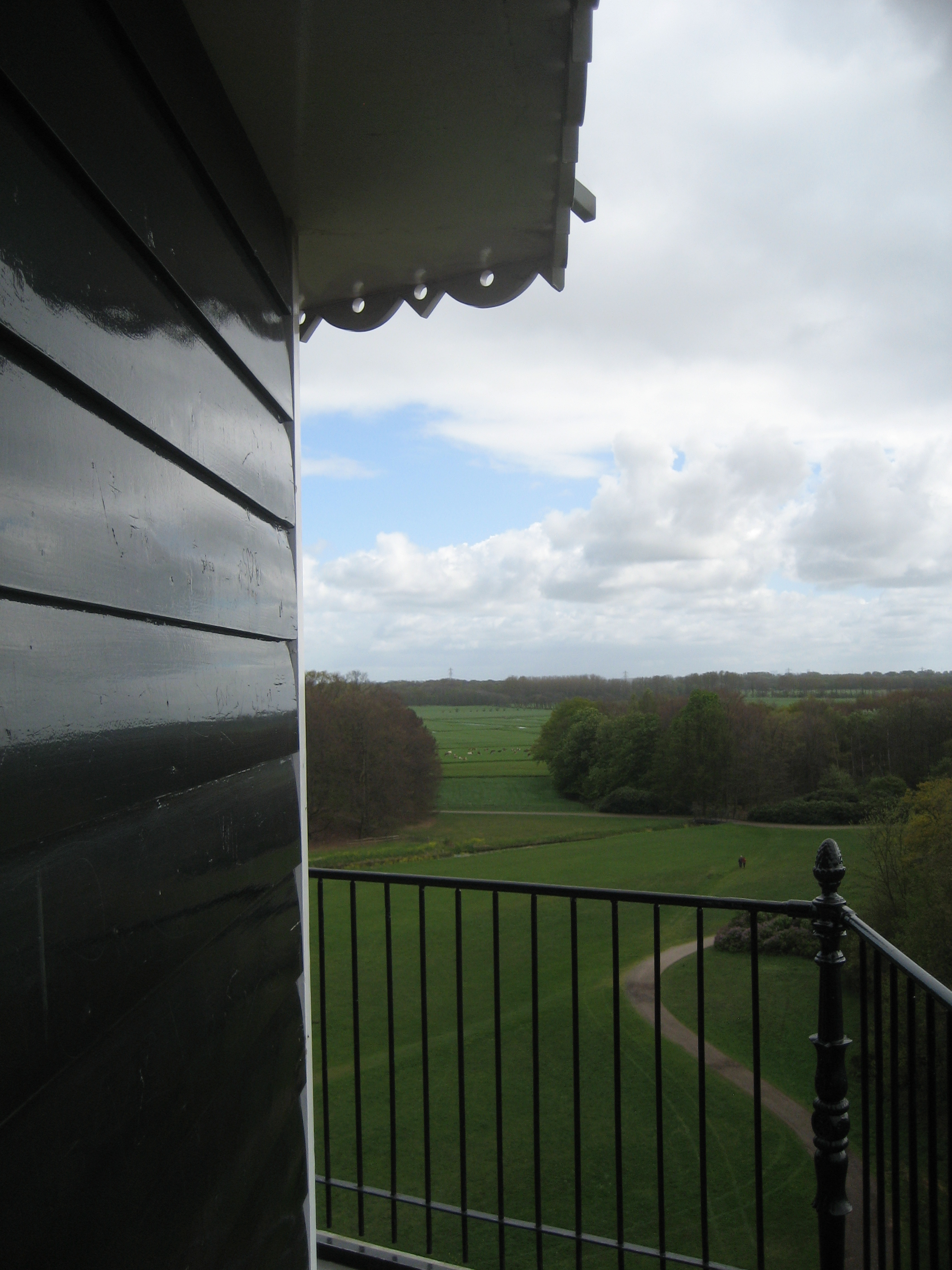
Uitzicht vanaf de seringenberg
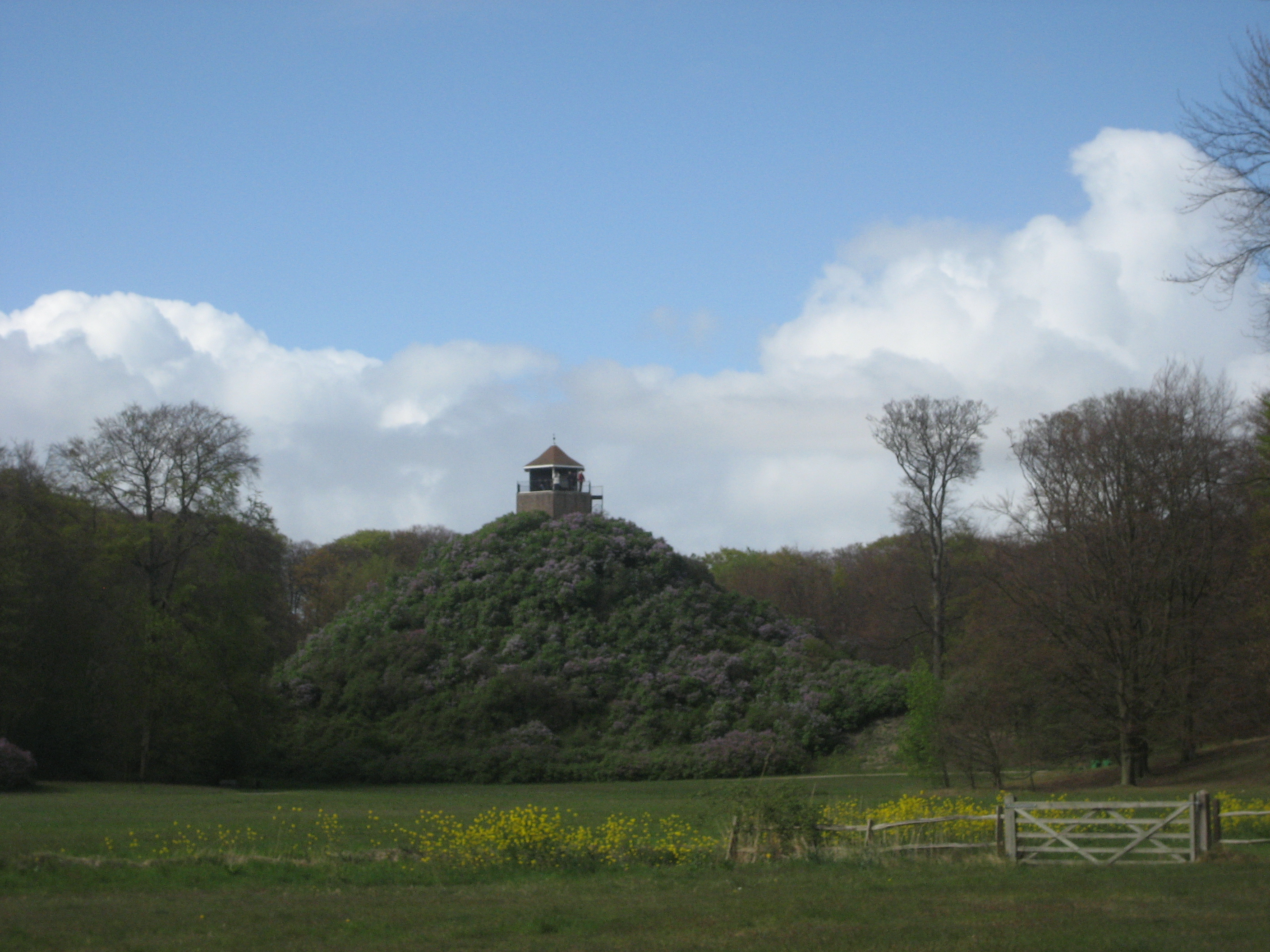
Seringenberg